# Carlsberg Architectural Prize
Der Carlsberg Architectural Prize war ein Architekturpreis, der 1991 von der Carlsberg-Stiftung gestiftet und insgesamt dreimal vergeben wurde. Der Preis war Architekten gewidmet, die „zur Schaffung von Bauwerken mit dauerhaftem architektonischen und sozialen Wert beitragen“. Schirmherrin des Preises war Königin Margrethe II. Die Jury bestand aus dem Präsidenten der Carlsberg-Foundation und namhaften Architekten. Das Preisgeld betrug 1998 umgerechnet etwa 200.000 Euro.

## Preisträger
- 1992 – Tadao Ando
- 1995 – Juha Leiviskä
- 1998 – Peter Zumthor

Nach 1998 wurde der Preis offenbar nicht mehr vergeben, die Firmenseite liefert keine weiteren Informationen.